# 因錢特里斯岩
62°42′39.5″S 60°49′02.1″W / 62.710972°S 60.817250°W

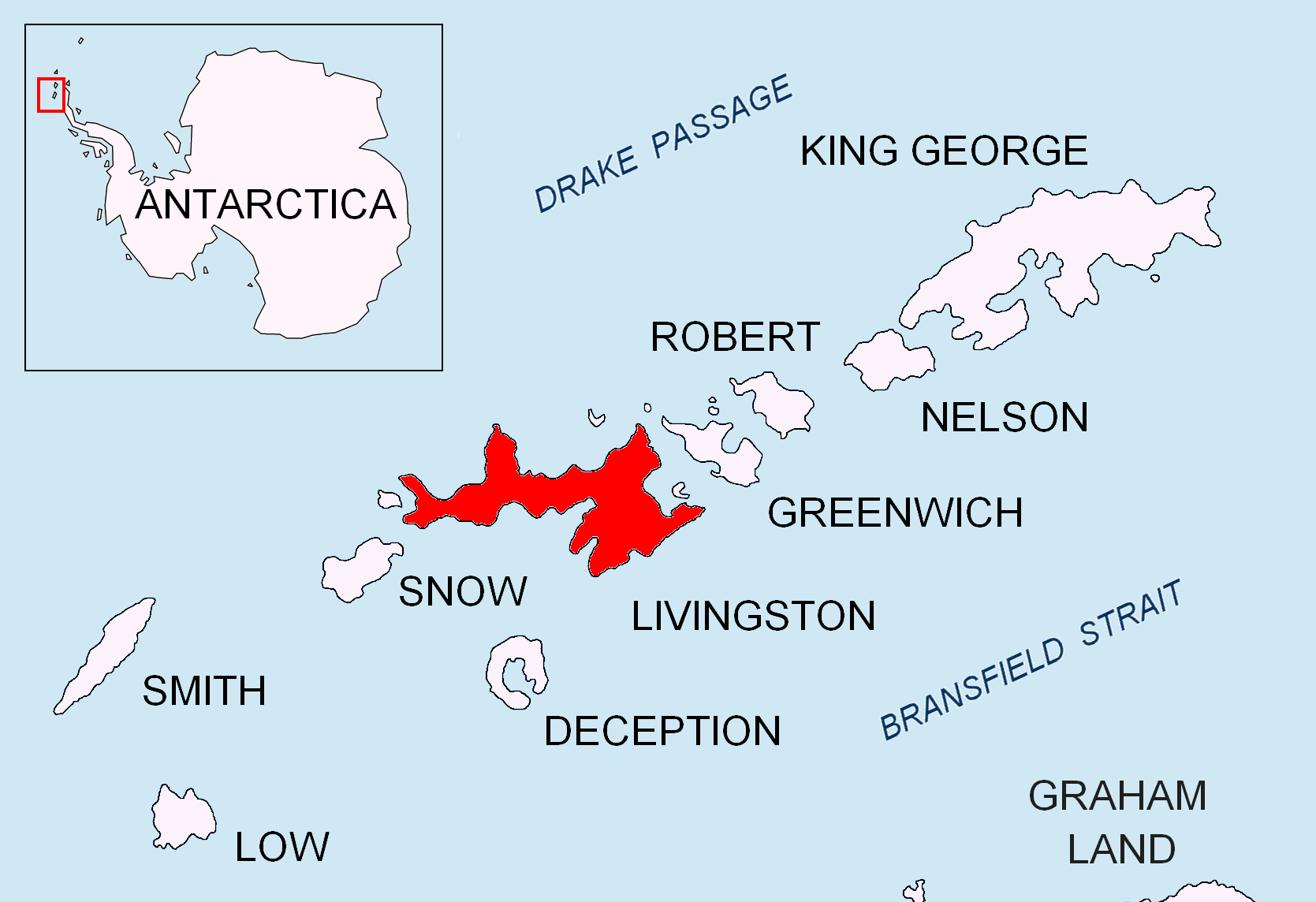

因錢特里斯岩（Enchantress Rocks），是南極洲的岩石，位於南設得蘭群島的利文斯頓島西部南面，處於特利什岩東南面3公里、邦德角西南面3.73公里和漢娜角西南面12.2公里，現時由南極條約體系管理。